# Halterofilismo nos Jogos Olímpicos de Verão de 2012 - Até 48 kg feminino
A competição da categoria até 48 kg feminino do halterofilismo nos Jogos Olímpicos de Verão de 2012 foi realizada no dia 28 de julho no ExCeL, em Londres.

## Calendário
Horário local (UTC+1)
| Dia         | Horário | Fase    |
| ----------- | ------- | ------- |
| 28 de julho | 15:30   | Grupo A |

## Recordes
Antes desta competição, os recordes mundiais e olímpicos da prova eram os seguintes:
| Recorde mundial  | Arranque  | CHN Yang Lian     | 98 kg   | Santo Domingo, República Dominicana | 1 de outubro de 2006   |
| Recorde mundial  | Arremesso | CHN Chen Xiexia   | 121 kg  | Antália, Turquia                    | 17 de setembro de 2010 |
| Recorde mundial  | Total     | CHN Yang Lian     | 217 kg  | Santo Domingo, República Dominicana | 1 de outubro de 2006   |
| Recorde olímpico | Arranque  | TUR Nurcan Taylan | 97,5 kg | Atenas, Grécia                      | 14 de agosto de 2004   |
| Recorde olímpico | Arremesso | CHN Chen Xiexia   | 117 kg  | Pequim, China                       | 9 de agosto de 2008    |
| Recorde olímpico | Total     | CHN Chen Xiexia   | 210 kg  | Pequim, China                       | 9 de agosto de 2008    |

## Medalhistas
| Ouro   | CHN Wang Mingjuan  |
| Prata  | JPN Hiromi Miyake  |
| Bronze | PRK Ryang Chun-hwa |

## Resultados
Nessa edição, participaram 14 atletas.
| Pos.              | Nome                          | Grupo | Peso  | Arranque (kg) | Arranque (kg) | Arranque (kg) | Arranque (kg) | Arremesso (kg) | Arremesso (kg) | Arremesso (kg) | Arremesso (kg) | Total (kg) |
| Pos.              | Nome                          | Grupo | Peso  | 1             | 2             | 3             | Res.          | 1              | 2              | 3              | Res.           | Total (kg) |
| ----------------- | ----------------------------- | ----- | ----- | ------------- | ------------- | ------------- | ------------- | -------------- | -------------- | -------------- | -------------- | ---------- |
| Medalha de ouro   | CHN Wang Mingjuan             | A     | 47.73 | 88            | 88            | 91            | 91            | 110            | 114            | 116            | 114            | 205        |
| Medalha de prata  | JPN Hiromi Miyake             | A     | 47.74 | 83            | 85            | 87            | 87            | 108            | 110            | 113            | 110            | 197        |
| Medalha de bronze | PRK Ryang Chun-hwa            | A     | 47.52 | 80            | 83            | 84            | 80            | 108            | 109            | 112            | 112            | 192        |
| 4                 | THA Sirivimon Pramongkhol     | A     | 47.23 | 78            | 80            | 82            | 82            | 106            | 108            | 109            | 109            | 191        |
| 5                 | TUR Nurdan Karagöz            | A     | 46.99 | 80            | 83            | 84            | 83            | 104            | 107            | 107            | 104            | 187        |
| 6                 | JPN Honami Mizuochi           | A     | 47.77 | 76            | 78            | 80            | 80            | 92             | 94             | 96             | 96             | 176        |
| 7                 | IND Ngangbam Soniya Chanu     | A     | 47.74 | 72            | 74            | 75            | 74            | 93             | 97             | 97             | 97             | 171        |
| 8                 | VEN Betsi Rivas               | A     | 47.43 | 68            | 70            | 70            | 70            | 92             | 96             | 98             | 98             | 168        |
| 9                 | DOM Beatriz Pirón             | A     | 47.85 | 72            | 75            | 77            | 77            | 87             | 90             | 92             | 90             | 167        |
| 10                | FRA Mélanie Bardis            | A     | 47.71 | 70            | 73            | 75            | 73            | 88             | 91             | 93             | 93             | 166        |
| 11                | PUR Lely Burgos               | A     | 47.61 | 65            | 70            | 70            | 65            | 87             | 92             | 92             | 92             | 157        |
| 12                | MAD Nathalia Rakotondramanana | A     | 47.74 | 55            | 55            | 60            | 55            | 75             | 80             | 82             | 80             | 135        |
| —                 | THA Panida Khamsri            | A     | 47.45 | 81            | 81            | 81            | —             | —              | —              | —              | —              | —          |
| —                 | UZB Marina Sisoeva            | A     | 47.85 | 79            | 79            | 80            | —             | —              | —              | —              | —              | —          |

Legenda
| Recorde mundial      | Recorde mundial (World record)               |                       | Recorde africano                      | Recorde africano (African) |                                           | Q | Classificado por posição (Qualified) |
| Recorde olímpico     | Recorde olímpico (Olympic record)            | Recorde da América    | Recorde da América (Americas)         | q                          | Classificado por melhor tempo (Qualified) |   |                                      |
| Melhor marca do ano  | Melhor marca do ano (World leading)          | Recorde asiático      | Recorde asiático (Asian)              | DNS                        | Não largou (Did not start)                |   |                                      |
| Recorde nacional     | Recorde nacional (National record)           | Recorde europeu       | Recorde europeu (European)            | DNF                        | Não terminou (Did not finish)             |   |                                      |
| Recorde pessoal      | Recorde pessoal do atleta (Personal best)    | Recorde da Oceania    | Recorde da Oceania (Oceania)          | DSQ / DQ                   | Desclassificado (Disqualified)            |   |                                      |
| Recorde da temporada | Recorde da temporada do atleta (Season best) | Recorde sul-americano | Recorde sul-americano (South America) | NM                         | Sem marca (No mark)                       |   |                                      |